# スリム・ハーポ
スリム・ハーポ (英語: Slim Harpo, 1924年1月11日 - 1970年1月31日)は、アメリカ合衆国のブルース・シンガー、ハーモニカ奏者、ギタリスト。本名は、ジェイムズ・アイザック・ムーア。1957年にエクセロ・レコードよりレコード・デビュー。ジミー・リードにも通ずるぬるま湯に浸かったような緩いサウンドで、レーベルの看板スターとなった。

## 来歴
1924年、バトンルージュ近郊の小さな町、ロブデルに生まれる。少年時代はラジオから流れてくるブルースを聴き、ハーモニカをプレイするようになった。この頃の一番のアイドルは、ブラインド・レモン・ジェファーソンだった。
18歳のとき、家を出てニューオーリンズで港湾作業員として働くがすぐに故郷に戻った。地元では建設作業員として働いた。一方、ジューク・ジョイントやクラブ、路上で演奏活動も展開し、ハーモニカ・スリムの芸名で親しまれるようになった。
1955年、エクセロ・レコードのアーティストだったライトニン・スリムが同レーベルのレコード・プロデューサー、ジェイ・ミラーに彼を紹介し、ライトニン・スリムのサイドマンとしてレコーディングに参加するようになった。
1957年、同レーベルで初の自己名義のレコーディングを行う。レコード・デビューに際し、ハーモニカ・スリムというアーティストが既にカリフォルニアで活動していることをミラーから知らされ、芸名をスリム・ハーポに変更する。これは彼の妻ラヴェルのアイデアで、ハーモニカ・スリムという名前をもじったものだった。
同年、デビュー・シングル「Got Love If You Want It」をリリース。以後、「Rainin' In My Heart」（1961年）、「Shake Your Hips」（1966年）、「Tip On In, Part 1」（1967年）、「Tee-Ni-Nee-Ni-Nu」（1968年）など次々とリリースを重ねた。特に1965年の「Baby Scratch My Back」は翌年、ビルボードのR&Bチャートの第1位という大ヒットを記録した。
1970年1月31日、46歳で心臓発作によって急死した。ライトニン・スリムとともに初のヨーロッパ・ツアーに出ることが決まった矢先のできごとであった。このツアー中には、イギリスのミュージシャン達とのレコーディングも予定されていた。
ハーポは、ルイジアナ州ポートアレンに埋葬されている。

## カバー・バージョンと与えた影響
スリム・ハーポの与えた影響はブルースにとどまらず、ロック・アーティストにも及んでいる。特にローリング・ストーンズへの影響は大きかったと言われており、「I'm A King Bee」、「Shake Your Hips」の2曲をカバーしている。
その他のカバーには、ヤードバーズの「Baby Scratch My Back」、アレックス・チルトンの「Tee-Ni-Nee-Ni-Nu」、ニール・ヤングの「Rainin' In My Heart」、プリティ・シングス、キンクスの「Got Love If You Want It」などがある。

## ドキュメンタリー映画
2023年、ジョニー・パラトッツォが監督したハーポのドキュメンタリー映画『King Bee - The Slim Harpo Story』が完成した。ハーポの妻や家族、バンド・メンバー、その他ミュージシャンなどのインタビューを通じて謎多きハーポの人生を浮かび上がらせる内容となっている。

## ディスコグラフィー
- 1961年 『Rainin' in My Heart』 (Excello)
- 1966年 『Baby Scratch My Back』 (Excello)
- 1968年 『Tip on In』 (Excello)
- 1969年 『The Best of Slim Harpo』 (Excello)
- 1970年 『Slim Harpo Knew the Blues』 (Excello)

### 編集盤
- 1989年 『The Best of Slim Harpo』 (Rhino)
- 1997年 『The Complete Excello Recordings』 (P-Vine)